# Sulibórz (przystanek kolejowy)
Sulibórz – nieczynny przystanek stargardzkiej kolei wąskotorowej w Suliborzu, w województwie zachodniopomorskim, w Polsce. Przystanek został zlikwidowany w 1945 roku.